# Marina di Pietrasanta

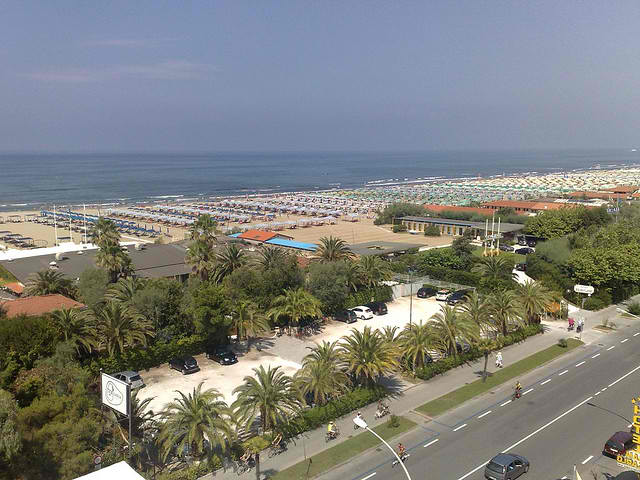
Aperçu du lido de Marina di Pietrasanta.

Marina di Pietrasanta est une frazione de la ville de Pietrasanta, à Versilia, dans la province de Lucques, en Toscane.
Située sur la côte de la mer Ligure, elle comprend 4 kilomètres de côte entre Forte dei Marmi et Lido di Camaiore. Marina di Pietrasanta regroupe quatre centres habités, qui sont (listés du nord-ouest au sud-est) :
- Fiumetto ;
- Tonfano ;
- Motrone ;
- Le Focette.

## Historique

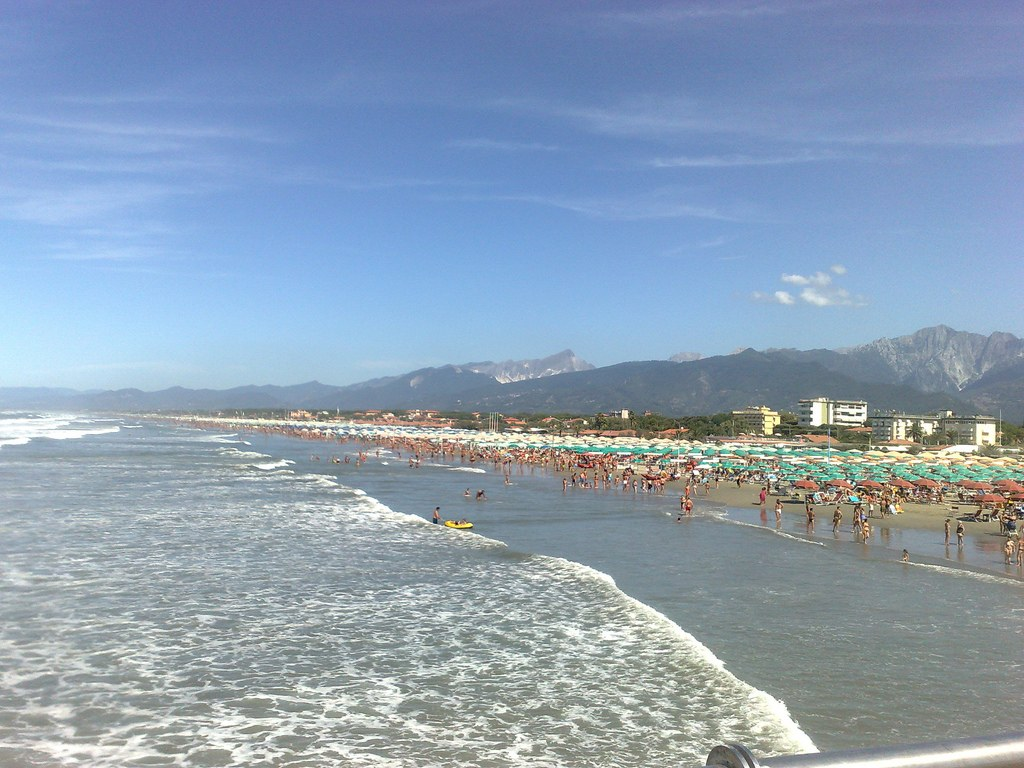
La plage avec en arrière-plan les Alpes apuanes.

Dès le début des années 1930, Marina di Pietrasanta est déjà une station balnéaire réputée, et malgré une population d'environ 2 000 habitants, elle peut accueillir environ 900 visiteurs dans ses structures hôtelières et dans de nombreuses maisons à louer.
À cette époque, Marina di Pietrasanta est faiblement urbanisée : proche de la mer se trouvent les établissements balnéaires constitués pour la plupart de simples cabines en bois (aujourd'hui pratiquement disparues) et les constructions se regroupent le long de la route du littoral en petites agglomérations pour chacune des quatre zones (Cf. plus haut). Le reste du territoire est recouvert d'une végétation caractérisée par de grandes et épaisses pinèdes dont il reste une faible trace à la limite entre Motrone et Focette, le long de la rive nord du fosso Motrone (ou le torrent Baccatoio).

## Tourisme et plages
Encore aujourd'hui, la principale ressource de la commune provient de l'industrie touristique. De grandes et larges plages de sable, propres et entièrement équipées ainsi que de nombreuses installations sportives et récréatives (golf, centre de voile, terrains de tennis, etc.) continuent d'attirer de nombreux estivants.
À Marina di Pietrasanta se trouvent aussi de nombreuses discothèques dont la plupart donne directement sur la mer, parmi lesquelles la célèbre Bussola et le Twiga, ce dernier établissement très tendance est la propriété de Flavio Briatore et Daniela Santanchè.

## Lieux d'intérêt

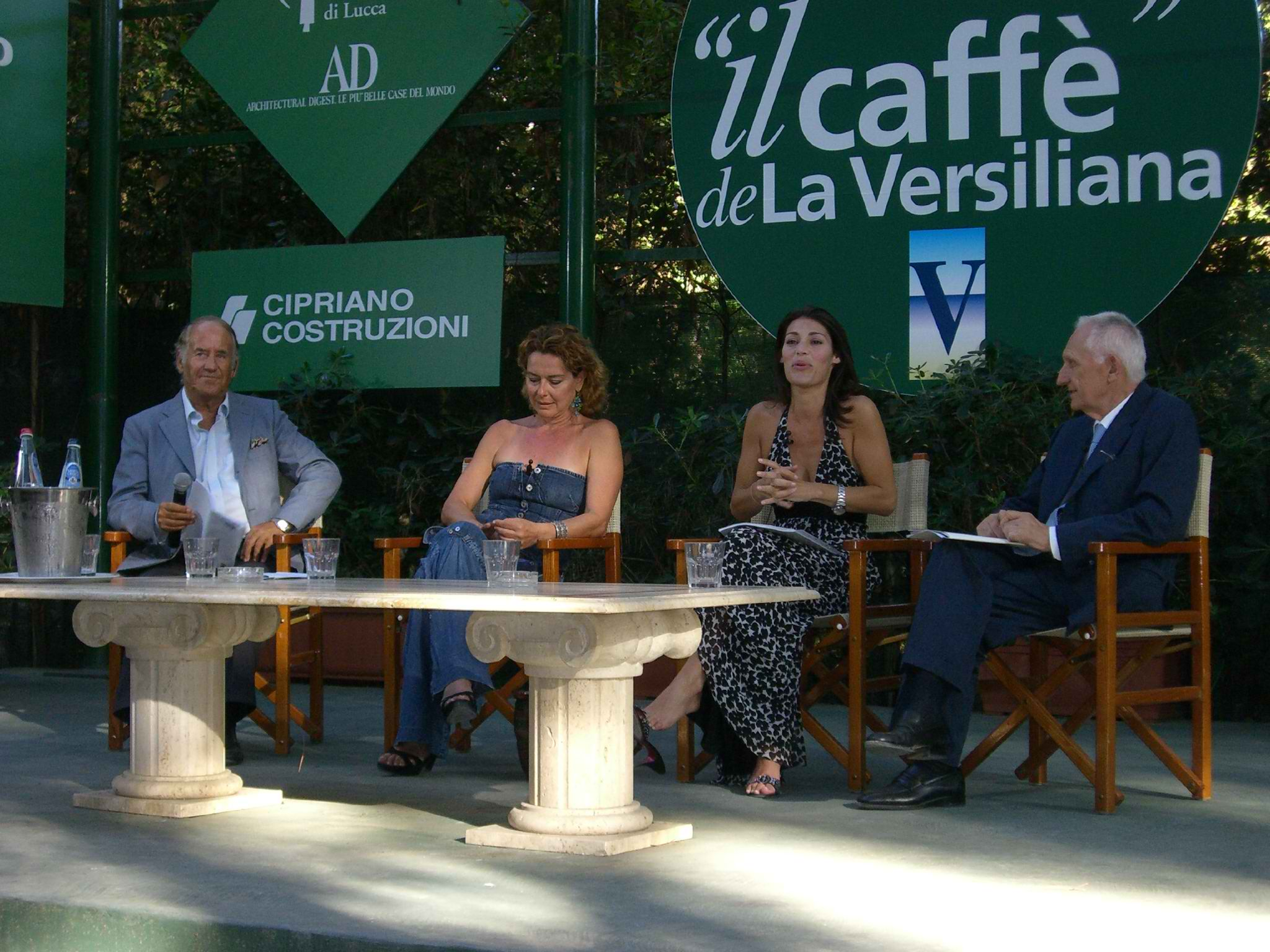
De gauche à droite, Romano Battaglia, Monica Guerritore, Lucia Loffredo et Carlo Fuscagni lors d'un hommage à Paolo Stoppa au caffè de La Versiliana.

La Villa La Versiliana (it), ancienne demeure de villégiature de personnes célèbres parmi lesquelles Gabriele D'Annunzio, est aujourd'hui un théâtre-parc doté d'un riche programme de manifestations culturelles. Le Caffè de La Versiliana, est aussi un lieu de rencontre réputé pour les débats culturels et les questions d'actualité. Un nouveau ponton sur la mer est inauguré à Tonfano le 14 juin 2008.